# روكا بيا
روكا بيا (بالإيطالية: Rocca Pia)‏ هي بلدية في مقاطعة لاكويلا في إقليم أبروتسو الإيطالي.

## السكان
في سنة 1861 بلغ عدد السكان 1٬227 نسمة، وتطور العدد ليصل في سنة 2011 لـ 167 نسمة.
يظهر هذا المخطط البياني تطور النمو السكاني لـ روكا بيا